# Na luzie (album)
Na luzie – składanka utworów różnych wykonawców. Znalazły się na niej utwory nie wydane na płytach długogrających poszczególnych wykonawców. Projekt graficzny – Wojciech Grzymała. Foto – Andrzej Tyszko (Maanam), Mirosław Stępniak (RSC), Zdzisław Walter (Lombard), Tomasz Sikora (Lady Pank, Urszula).

## Lista utworów
Strona A
1. Lady Pank – „Tańcz głupia tańcz” (Jan Borysewicz – Andrzej Mogielnicki) – 4:40
2. Urszula i Budka Suflera – „Fatamorgana 82” (Romuald Lipko – Marek Dutkiewicz) – 3:45
3. Lombard – „Spóźniona radość” (Grzegorz Stróżniak – Jacek Skubikowski) – 5:40
4. RSC – „Fabryka snów” (Andrzej Wiśniowski, Piotr Spychalski – Zbigniew Działa) – 3:35
5. Lady Pank – „Vademecum skauta” (Jan Borysewicz – Andrzej Mogielnicki) – 4:05

Strona B
1. Maanam – „Żądza pieniądza” (Marek Jackowski – Olga Jackowska) – 9:25
2. RSC – „Teatr pozoru” (Piotr Spychalski, Zbigniew Działa – Zbigniew Działa) – 5:25
3. Lombard – „Nasz ostatni taniec” (Grzegorz Stróżniak – Leszek Pietrowiak) – 4:50